# Alison Maclean
Alison Maclean   (Ottawa, 31 de juliol de 1958) és una directora de cinema canadenca i neozelandesa de vídeos musicals, curtmetratges, televisió (episodis de Sex and the City, The Tudors, Homicide: Life on the Street), anuncis publicitaris i llargmetratges. Els seus treballs inclouen el vídeo musical "Torn" (Natalie Imbruglia, 1997), el curtmetratge Kitchen Sink (1989) i els llargmetratges Jesus' Son (1999) (protagonitzada per Billy Crudup) i Crush (1992) (protagonitzada per Marcia Gay Harden). Ha rebut diversos premis (per exemple, Millor curtmetratge, Talkback (1987) i Kitchen Sink (1989), New Zealand Film Awards), i sovint utilitza temes de comunicació, rols de gènere i estructures de poder en els seus papers de director i de realització cinematogràfica.

## Biografia
Maclean va néixer a Ottawa, Ontario, Canadà, de pares nascuts a Nova Zelanda. Quan era adolescent, va emigrar el 1972 a Nova Zelanda amb els seus pares. Més tard es va graduar a l'Elam School of Fine Arts, Auckland, amb una llicenciatura en Belles Arts, especialitzada en escultura el 1982.

## Carrera
Maclean va dirigir el seu primer curtmetratge, Taunt, el 1982 i més tard va dirigir el curtmetratge, Rud's Wife, el 1985. El 1987, Maclean va dirigir Talkback. un curtmetratge centrat en temes de gènere i comunicació. Kitchen Sink, va debutar al Canes el 1989 i va guanyar. vuit premis internacionals com el del premi al millor curtmetratge al XXII Festival Internacional de Cinema Fantàstic de Sitges. Aquell mateix any, Maclean es va traslladar a Sydney, Austràlia.
Després que Maclean es traslladés a Nova York el 1992, va dirigir el seu primer llargmetratge, Crush. Un thriller psicològic dirigit per dones amb temes. de relacions femenines, estructures de poder i emocions en el seu nucli, el curtmetratge es va presentar al 45è Festival Internacional de Cinema de Canes. Rodada a Rotorua, Nova Zelanda, en un període no especificat, Maclean utilitza l'ambientació i la cinematografia per evocar sentiments de malestar i angoixa en el que inicialment sembla ser una pel·lícula escènica i alegre.
Protagonitzada per Marcia Gay Harden, Crush de Maclean ha estat objecte de moltes crítiques i investigacions, especialment en el debat feminista i la teoria del cinema. El focus d'aquests debats s'ha centrat al voltant de les teories del control de la mirada i l'agressivitat femenina, tal com demostren els tres personatges femenins principals: Lane (Marcia Gay Harden), Christina (Donogh Rees), i Angela (Caitlin Bossley). La pel·lícula representa la violència femenina, l'amistat i el desig homosexual contrastant amb les expectatives convencionals de les dones, atraient reaccions i suport a la pel·lícula en discussió pública i crítica.
Després de diversos anys desenvolupant diversos projectes, inclòs un altre curtmetratge, Positive (1993), va aconseguir el seu segon llargmetratge, Jesus' Son (1999). Protagonitzada per Billy Crudup i Samantha Morton (amb Holly Hunter, Dennis Hopper, Denis Leary i Jack Black en papers secundaris), la pel·lícula està basada en la col·lecció de contes de l'escriptor estatunidenc de culte Denis Johnson sobre els addictes a les drogues i la pròpia addicció. La pel·lícula va rebre molta atenció i premis de la crítica, especialment a la 50a Mostra Internacional de Cinema de Venècia de 2000.
En anys més recents, Maclean ha dirigit The Rehearsal (2016), una adaptació de llibre-pel·lícula homònim de l'autora neozelandesa, Eleanor Catton. Seguint a Stanley (protagonista), durant la seva estada a una universitat d'actuació a Auckland, la pel·lícula se centra en les seves interaccions amb professors, estudiants i la seva implicació en una relació professor-alumne dramàticament inadequada. L'adaptació cinematogràfica de Maclean planteja qüestions de privadesa, publicitat, amor i emocions mentre intenta traçar la línia entre la vida real i l'escenari. La pel·lícula, en comparació amb la novel·la de Catton, destaca la capacitat de comunicació del drama i el teatre.
Maclean ha dit que s'inspira i influeix d'altres cineastes, com ara Maya Deren i la cineasta neozelandesa Jane Campion. En la seva investigació, l'estudiosa Kathleen Dieckmann va agrupar Maclean amb Deren i Campion, així com amb el cineasta australià Gillian Armstrong, pels seus exàmens sobre el feminisme, el cinema i el que Dieckmann descriu com la foscor característica que soscava moltes de les seves pel·lícules.
Després del seu èxit amb el curtmetratge de 1989, Kitchen Sink, Touchstone Pictures va contractar Maclean i va ampliar una oferta de desenvolupament. Malgrat que va fracassar, Maclean més tard va ser representada per Park Pictures a Nova York, després d'estar en converses amb els propietaris de l'empresa Kelman Bisbee i Jonna Mattingly després del seu èxit amb Crush (1992) el 1999. Tot i que estava ocupada treballant a Jesus' Son (1999) durant aquest mateix any, Maclean va ser considerada un actiu per a Park Pictures per la seva veu, enfocament, direcció i estil de narració i va signar aquell mateix any.
En associació amb Scenarios USA, Alison Maclean va dirigir l'adaptació cinematogràfica del guió guanyador del concurs "What's the REAL DEAL" de Nova York per a joves de 12 a 22 anys, escrit per Tiara Bennett.

## Filmografia
| Títol               | Any  | Premis |
| ------------------- | ---- | --- |
| Taunt               | 1982 | |
| Rud's Wife          | 1985 | |
| Talkback            | 1987 | Millor curtmetratge: New Zealand Film Awards, 1987; Listener Television Awards, 1988. |
| Kitchen Sink        | 1989 | Millor curtmetratge: New Zealand Film Awards, 1989; Sydney Film Festival, 1989; Listener Film and Television Awards, 1989; Sitges International Film Festival (Spain), 1989; Fantasporto-Oporto International Film Festival (Portugal), 1990. Certificate of Merit: Melbourne Film Festival, 1989. Grand Prix (top prize): Tampere International Short Film Festival (Finland). Special Jury Award: Golden Gate Awards (U.S.A), 1990. |
| Positive            | 1993 | |
| Intolerable         | 2003 | |
| The Choices We Make | 2007 | |

| Títol               | Any  | Premis |
| ------------------- | ---- | --- |
| Crush               | 1992 | |
| Jesus' Son          | 1999 | OCIC, Petit Lleó d'Or; Festival de Venècia, 2000. Dorothy Anzer Prize: Director's View Film Festival (U.S.A.), 2001. |
| Persons of Interest | 2004 | |
| The Rehearsal       | 2016 | |

| Sèrie            | Any  |
| ---------------- | ---- |
| Homicide         | 1997 |
| Sex and the City | 1998 |
| Carnivale        | 2003 |
| The L Word       | 2005 |
| The Tudors       | 2007 |

| Cançó         | Artista           | Any  |
| ------------- | ----------------- | ---- |
| "Torn"        | Natalie Imbruglia | 1997 |
| "Big Mistake" | Natalie Imbruglia | 1998 |